# أسماك الجليد القدية
أسماك الجليد القدية (الاسم العلمي: Nototheniidae)، فصيلة أسماك بحرية من رتبة الفرخيات. أعطانها في المحيط الجنوبي وخاصةً قبالة شواطئ القارة القطبية الجنوبية.